# Міят Гачинович
Міят Гачинович (серб. Мијат Гаћиновић / Mijat Gaćinović, нар. 8 лютого 1995, Требинє, Республіка Сербська, Боснія і Герцеговина) — сербський футболіст, півзахисник грецького АЕКа.
Виступав, зокрема, за клуби «Воєводина» та «Айнтрахт» (Франкфурт), а також національну збірну Сербії.

## Клубна кар'єра
Народився 8 лютого 1995 року в місті Требинє. Вихованець юнацьких команд футбольних клубів «Леотар» та «Воєводина».
У дорослому футболі дебютував 2013 року виступами за команду клубу «Воєводина», в якій провів два сезони, взявши участь у 50 матчах чемпіонату. Більшість часу, проведеного у складі «Воєводини», був основним гравцем команди.
До складу клубу «Айнтрахт» приєднався 2015 року. Відтоді встиг відіграти за франкфуртський клуб 116 матчів в національному чемпіонаті.
4 серпня 2020 року Гачинович перейшов до іншого німецького клубу — «Гоффенгайма».

## Виступи за збірні
У 2012 році дебютував у складі юнацької збірної Сербії, взяв участь в 11 іграх на юнацькому рівні, відзначившись 2 забитими голами.
З 2014 року залучався до складу молодіжної збірної Сербії. На молодіжному рівні зіграв у 19 офіційних матчах, забив 2 голи.
24 березня 2017 року дебютував в офіційних матчах у складі національної збірної Сербії, вийшовши у грі відбору до ЧС-2018 проти збірної Грузії на заміну на 81-й хвилині зустрічі замість Филипа Костича. А вже за п'ять хвилин Гачинович відзначився дебютним голом у формі національної команди, встановивши остаточний рахунок матчу (3:1 на користь сербів).
| Дата       | Місто      | Господарі      | Результат  | Гості      | Турнір                               | Голи | Примітки  |
| ---------- | ---------- | -------------- | ---------- | ---------- | ------------------------------------ | ---- | --------- |
| 24-03-2017 | Тбілісі    | Грузія         | 1 – 3      | Сербія     | Відбір до ЧС 2018                    | 1    | 81'       |
| 02-09-2017 | Белград    | Сербія         | 3 – 0      | Молдова    | Відбір до ЧС 2018                    | 1    |           |
| 06-10-2017 | Відень     | Австрія        | 3 – 2      | Сербія     | Відбір до ЧС 2018                    | -    | 87'       |
| 14-11-2017 | Ульсан     | Південна Корея | 1 – 1      | Сербія     | товариський матч                     | -    | 74'       |
| 23-03-2018 | Турин      | Марокко        | 2 – 1      | Сербія     | товариський матч                     | -    | 70'       |
| 27-03-2018 | Лондон     | Нігерія        | 0 – 2      | Сербія     | товариський матч                     | -    | 88'       |
| 11-10-2018 | Подгориця  | Чорногорія     | 0 – 2      | Сербія     | Ліга націй УЄФА 2018-2019 - 1-й етап | -    | 79'       |
| 14-10-2018 | Плоєшті    | Румунія        | 0 – 0      | Сербія     | Ліга націй УЄФА 2018-2019 - 1-й етап | -    | 63'       |
| 17-11-2018 | Белград    | Сербія         | 2 – 1      | Чорногорія | Ліга націй УЄФА 2018-2019 - 1-й етап | -    | 61' - 71' |
| 20-11-2018 | Белград    | Сербія         | 4 – 1      | Литва      | Ліга націй УЄФА 2018-2019 - 1-й етап | -    | 46'       |
| 20-03-2019 | Вольфсбург | Німеччина      | 1 – 1      | Сербія     | товариський матч                     | -    | 62'       |
| 25-03-2019 | Лісабон    | Португалія     | 1 – 1      | Сербія     | Відбір до ЧЄ 2020                    | -    | 21'       |
| 07-06-2019 | Львів      | Україна        | 5 – 0      | Сербія     | Відбір до ЧЄ 2020                    | -    |           |
| 10-09-2019 | Люксембург | Люксембург     | 1 – 3      | Сербія     | Відбір до ЧЄ 2020                    | -    | 61'       |
| 10-10-2019 | Крушеваць  | Сербія         | 1 – 0      | Парагвай   | товариський матч                     | -    | 80'       |
| 14-10-2019 | Вільнюс    | Литва          | 1 – 2      | Сербія     | Відбір до ЧЄ 2020                    | -    | 46'       |
| 17-11-2019 | Белград    | Сербія         | 2 – 2      | Україна    | Відбір до ЧЄ 2020                    | -    | 69'       |
| 06-09-2020 | Белград    | Сербія         | 0 – 0      | Туреччина  | Ліга націй УЄФА 2020—2021 - 1-й етап | -    | 27'       |
| 08-10-2020 | Осло       | Норвегія       | 1 – 2 д.ч. | Сербія     | Відбір до ЧЄ 2020                    | -    | 105'      |
| 11-10-2020 | Белград    | Сербія         | 0 – 1      | Угорщина   | Ліга націй УЄФА 2020—2021 - 1-й етап | -    | 66'       |
| 15-11-2020 | Будапешт   | Угорщина       | 1 – 1      | Сербія     | Ліга націй УЄФА 2020—2021 - 1-й етап | -    | 57'       |
| 18-11-2020 | Белград    | Сербія         | 5 – 0      | Росія      | Ліга націй УЄФА 2020—2021 - 1-й етап | -    | 46'       |
| Усього     |            | Матчів         | 22         |            | Голів                                | 2    |           |

## Титули і досягнення
- Володар Кубка Сербії (1):

«Воєводина»: 2013-14
- Володар Кубка Німеччини (1):

«Айнтрахт» (Франкфурт-на-Майні): 2017-18
- Володар Кубка Греції (2):

«Панатінаїкос»: 2021-22
АЕК: 2022-23
- Чемпіон Греції (1):

АЕК: 2022-23
Збірні
- Чемпіон Європи серед юнаків (U-19) (1):

Сербія U-19: 2013
- Чемпіон світу серед молодіжних команд (U-20) (1):

Сербія U-20: 2015